# Edimar Fraga
Edimar Curitiba Fraga, mais conhecido como Edimar ou Edimar Fraga, (Iconha, 21 de maio de 1986), é um futebolista brasileiro que atua como lateral-esquerdo. Atualmente está sem clube.

## Carreira

### Inicio
Quando pertencia ao Cruzeiro, foi emprestado ao Guarani em 2006, Tupi em 2007 e 2008 e depois por alguns meses o Ipatinga, no ano de 2008. Logo depois passou pelo Sporting Clube de Braga, e CFR Cluj onde foi campeão romeno e campeão da Copa e Super Copa Romena. Depois pelo Chievo Verona, da Itália, pelo Córdoba, da Espanha, por empréstimo do mesmo clube, e pelo Rio Ave FC, onde também por empréstimo do Chievo Verona.

### Retorno ao Cruzeiro
Em julho de 2016, após muitos anos, retornou ao seu clube de origem, o Cruzeiro, para reforçar a lateral-esquerda do clube, posição carente durante o ano na equipe. Assinou contrato de dois anos. Seu jogo de volta ao Cruzeiro e ao futebol brasileiro foi no dia 11 de julho de 2016, contra o Atlético Paranaense pelo Campeonato Brasileiro de Futebol, no Mineirão. Apesar da derrota do Cruzeiro por 3 a 0, em que o Cruzeiro dominou todo o jogo e não definiu, Edimar teve uma atuação boa e ganhou confiança para se firmar na titularidade do time.

### São Paulo
No dia 23 de março de 2017, assinou por empréstimo com o São Paulo até o fim do ano. No dia 3 de dezembro, logo após o último jogo do Campeonato Brasileiro, contra o Bahia, anunciou que assinou um contrato de duas temporadas com o São Paulo, com opção de renovação por mais um ano em 2020.

### Red Bull Bragantino
No dia 25 de abril de 2019, assinou por 3 temporadas com o Red Bull Bragantino.

## Estatísticas
Atualizado até 2 de dezembro de 2018.

### Clubes
| Equipe              | Temporada         | Campeonato nacional | Campeonato nacional | Campeonato nacional | Copa nacional[a] | Copa nacional[a] | Copa nacional[a] | Competições continentais[b] | Competições continentais[b] | Competições continentais[b] | Outros torneios[c] | Outros torneios[c] | Outros torneios[c] | Total | Total | Total   |
| Equipe              | Temporada         | Jogos               | Gols                | Assist.             | Jogos            | Gols             | Assist.          | Jogos                       | Gols                        | Assist.                     | Jogos              | Gols               | Assist.            | Jogos | Gols  | Assist. |
| ------------------- | ----------------- | ------------------- | ------------------- | ------------------- | ---------------- | ---------------- | ---------------- | --------------------------- | --------------------------- | --------------------------- | ------------------ | ------------------ | ------------------ | ----- | ----- | ------- |
| São Paulo           | 2017              | 19                  | 0                   | 0                   | –                | –                | –                | –                           | –                           | –                           | –                  | –                  | –                  | 19    | 0     | 0       |
| São Paulo           | 2018              | 15                  | 0                   | 1                   | 1                | 0                | 0                | 0                           | 0                           | 0                           | 7                  | 0                  | 0                  | 23    | 0     | 1       |
| São Paulo           | 2019              | –                   | –                   | –                   | –                | –                | –                | –                           | –                           | –                           | 0                  | 0                  | 0                  | 0     | 0     | 0       |
| São Paulo           | Total             | 34                  | 0                   | 1                   | 1                | 0                | 0                | 0                           | 0                           | 0                           | 7                  | 0                  | 0                  | 42    | 0     | 1       |
| Red Bull Bragantino | 2020              | 23                  | 3                   | 1                   | —                | —                | —                | —                           | —                           | —                           | —                  | —                  | —                  | 23    | 3     | 1       |
| Red Bull Bragantino | 2020              | 29                  | 1                   | 0                   | 2                | 0                | 0                | —                           | —                           | —                           | 14                 | 0                  | 2                  | 45    | 1     | 2       |
| Red Bull Bragantino | 2021              | —                   | —                   | —                   | —                | —                | —                | —                           | —                           | —                           | 1                  | 0                  | 0                  | 1     | 0     | 0       |
| Red Bull Bragantino | Total             | 52                  | 4                   | 1                   | 2                | 0                | 0                | 0                           | 0                           | 0                           | 15                 | 0                  | 2                  | 69    | 4     | 3       |
| Total na carreira   | Total na carreira | 86                  | 4                   | 2                   | 3                | 0                | 0                | 0                           | 0                           | 0                           | 22                 | 0                  | 2                  | 111   | 4     | 4       |

- a. ^ Jogos da Copa do Brasil
- b. ^ Jogos da Copa Sul-Americana
- c. ^ Jogos do Campeonato Paulista

## Títulos
CFR Cluj
- Campeonato Romeno: 2009–10
- Copa da Romênia: 2009–10
- Supercopa da Romênia: 2010

Red Bull Bragantino
- Campeonato Brasileiro - Série B: 2019
- Campeonato Paulista do Interior: 2020